# قصور كلوي
القُصُور الكُلْوِي أو الفشل الكلوي هو فشل الكلية في تصفية الفضلات الأيضيّة بشكل مناسب من الدم. وتُعد مرحلة متأخرة من مرض الكلى.يحدث الفشل الكلوي عندما تنخفض وظيفة الكلية الى ما دون الـ 15٪ عن المستويات الطبيُعية. يُقسم الفشل الكلوي إلى فشل كلويّ حاد (وهي الحالات التي تتطور بسرعة)، وفشل كلويّ مزمن (الحالات التي تدوم لفترة طويلة). تشمل الأعراض تورّم القدم، والشعور بالتعب، والتّقيّؤ، وفقدان الشهيّة، والارتباك. بينما في الفشل الكلويّ الحاد: وجود يوريا (مركب عضويّ) في الدم أو ارتفاع مستوى البوتاسيوم في الدم أو زيادة حجم أحد حجرات القلب. من مضاعفات الفشل الكلويّ المزمن: أمراض القلب أو ارتفاع ضغط الدم أو فقر الدم.
هناك نوعان رئيسيّان من القصور الكلويّ هما:القصور الكلوي الحاد وهو في العادة قابل للشّفاء، والقصور الكلوي المزمن وهو في العادة غير قابل للشّفاء. تشمل أسباب الفشل الكلوي الحاد انخفاض ضغط الدم وانسداد المسالك البولية وبعض الأدوية ومتلازمة انحلال الدم اليوريمي . تشمل أسباب الفشل الكلوي المزمن مرض السكري ، وارتفاع ضغط الدم ، والمتلازمة الكلوية ، ومرض الكلى متعدد الكيسات .
يتمّ تحديد القصور الكلويّ بانخفاض معدل التّرشيح الكبيبيّ؛ وهو المعدل الذي يتم تصفية الدم في كبيبات الكلى. يتم الكشف عن الحالة عن طريق انخفاض في أو عدم إنتاج البول أو تحديد الفضلات المُنتَجة (كرياتينين أو يوريا) في الدم. اعتمادًا على السّبب، يمكن ملاحظة البول الدّمويّ (فقدان الدم في البول) والبيلة البروتينية (فقدان البروتين في البول).
قد يكون هناك العديد من المشاكل مع زيادة السّوائل في الجسم مما يؤدي إلى التَّورُّم، وزيادة مستويات الحمض، وزيادة مستويات البوتاسيوم في الدم، ونقص كالسيوم الدم، وزيادة مستويات الفوسفات، وفي مراحل لاحقة من فقر الدّم. قد تتأثّر صحّة العظام أيضًا. وترتبط مشاكل الكلى طويلة المدى مع زيادة خطر الإصابة ب أمراض القلب والأوعية الدموية.
يصيب الفشل الكلوي الحاد في الولايات المتحدة حوالي 3 من كل 1000 شخص سنويًا. يصيب الفشل المزمن شخصًا واحدًا من بين كل 1000 شخص. غالبًا ما يكون الفشل الكلوي الحاد قابلاً للمعالجة بينما لا يكون الفشل المزمن كذلك.

## الانواع
يمكن تصنيف الفشل الكلوي إلى فئتين: القصور الكلوي الحاد، والقصور الكلوي المزمن. يتمّ تمييز نوع الفشل الكلوي عن طريق كرياتينين في مصل الدّم. تشمل العوامل الأخرى التي قد تساعد على التّمييز بين القصور الكلوي الحاد و القصور الكلوي المزمن: فقر الدم وحجم الكلى باستخدام التّصوير بالموجات فوق الصّوتيّة، وبشكل عامّ، يؤدّي القصور الكلوي المزمن إلى فقر الدّم وصغر حجم الكلى.

### القصور الكلويّ الحادّ
المقالة الرّئيسيّة:القصور الكلويّ الحادّ
إصابة الكلى الحادّة، وكانت تسمى سابقًا بالفشل الكلوي الحادّ، هو فقدان متقدّم سريع لوظائف الكلى، تتميّز بشكل عامّ بقلة البول (انخفاض إنتاج البول، إلى أقل من 400 مل في اليوم الواحد في البالغين،  أقل من 0.5 مل / كغ / ساعة لدى الأطفال أو أقل من 1 مل / كغ / ساعة عند الرضع)، وفقدان التّوازن في السوائل والكهارل. يمكن أن تحدث إصابة الكلى الحادّة بسبب مجموعة متنوعة من الأسباب، وتُصنَّف عمومًا على أنها أمام الكلية، وجوهريّة (الكلية نفسها)، وخلف الكلية. يجب تحديد السّبب الكامن ومعالجته لإيقاف تقدّم المرض، وقد يكون غسيل الكلى ضروريًّا لسدّ الفجوة الزمنيّة المطلوبة لمعالجة هذه الأسباب الأساسيّة.

### القصور الكلوي المزمن
المقالة الرّئيسيّة: القصور الكلوي المزمن
يمكن للقصور الكلوي المزمن أن يتطوّر ببطء، وبدايةً يُظهِر أعراضًا قليلة. ويمكن أن يكون كنتيجة للقصور الكلويّ الحادّ طويل الأمد غير الرّجعيّ أو جزء من تطوُّر مرض.

### القصور الكلويّ الحادّ المزمن
يمكن أن تكون إصابات الكلى الحادة موجودة في قمة القصور الكلوي المزمن، وهي حالة تسمى القصور الكلويّ الحادّ المزمن. قد يكون الجزء الحادّ منه رجعيّ. والهدف من العلاج، كما هو الحال مع القصور الكلويّ الحادّ، هو إعادة المريض إلى وظيفة الكلى الأساسيّة، تُقاس عادةً من قبل كرياتينين في مصل الدّم. كما هو الحال مع القصور الكلويّ الحادّ، من الصعب التمييز بين القصور الكلويّ الحادّ المزمن والقصور الكلوي المزمن إذا لم يتابع الطبيب المريض وليس هناك عمل خط الأساس (أيّ الماضي) للدّم متاح للمقارنة.

## أعراض وعلامات المرض
قد تختلف الأعراض من شخص لآخر. قد لا يشعر شخص ما في المرحلة المبكرة من مرض الكلى بأعراض مرضية أو أن يلاحظ الأعراض عند حدوثها. عندما تفشل الكلى في التّصفية بشكل صحيح، وتتراكم الفضلات في الدّم والجسم، مما يؤدّي إلى تَنَتْرُج الدم (زيادة نسبة النيتروجين في الدّم). مستويات منخفضة جدًّا من تنترج الدم قد تُنتِج، إن وُجِدت، أعراضًا قليلة. إذا تقدَّم المرض، تصبح الأعراض ملحوظة (إذا كان القصور بدرجة كافية ليُسبِّب الأعراض). ويطلق على الفشل الكلوي المصحوب بأعراض ملحوظة اسم تسمّم الدّم باليوريا.
تشمل أعراض الفشل الكلوي ما يلي:
- مستويات عالية من اليوريا في الدم، والتي يمكن أن تؤدي إلى:
  - التقيؤ أو الإسهال (أو كليهما) مما قد يؤدّي إلى الجفاف.
  - الغثيان.
  - خسارة الوزن.
  - التّبوّل الليليّ.
  - التّبوّل أكثر تكرارًا، أو بكميات أكبر من المعتاد، مع شحوب البول.
  - التّبوّل أقل تكرارًا، أو بكميات أقل من المعتاد، مع بول داكن اللون.
  - دم في البول.
  - الضغط أو صعوبة التّبوّل.
  - كميات غير عاديّة من التّبوّل، وعادة بكميات كبيرة.
- إنّ تراكم الفوسفات في الدّم الذي لا تستطيع الكلى المريضة تصفيته وإخراجه، قد يُسبِّب:
  - حكّة.
  - تلف العظام.
  - عدم انجبار العظام المكسورة.
  - تشنّج العضلات (بسبب انخفاض مستويات الكالسيوم والمرتبطة بارتفاع مستوى الفوسفات في الدّم).
- إنّ تراكم البوتاسيوم في الدّم الذي لا تستطيع الكلى المريضة تصفيته وإخراجه (يسمى فرط بوتاسيوم الدم)، قد يُسبِّب:
  - نظم القلب غير طبيعيّ.
  - شلل العضلات.[17]
- فشل الكلى لإزالة السوائل الزائدة، قد يُسبِّب:
  - تورّم في السّاقين أو الكاحلين أو القدمين أو الوجه أو اليدين.
  - ضيق في التّنفّس بسبب سائل إضافي على الرئتين (قد يكون أيضًا بسبب فقر الدم).
- مرض الكلى المتعدد الكيسات، والذي يسبب الكيسات الكبيرة المليئة بالسوائل على الكلى وأحيانًا الكبد، قد يُسبِّب:
  - ألم في الظهر أو الجانب.
- تنتج الكلى السليمة هرمون إريثروبويتين الذي يحفز نخاع العظم لصنع خلايا الدم الحمراء التي تحمل الأكسجين. إذا فشلت الكلى، فإنها تنتج إريثروبويتين أقل، مما يؤدي إلى انخفاض إنتاج خلايا الدم الحمراء لتحل محل خلايا الدم الحمراء القديمة أو المتحطّمة بشكل طبيعيّ. ونتيجة لذلك، سيحمل الدم كمية أقل من هيموجلوبين، وهي حالة تُعرَف باسم فقر الدم. وقد يؤدي ذلك إلى:
  - الشّعور بالتّعب أو الضّعف.
  - مشاكل الذّاكرة.
  - صعوبة في التّركيز.
  - دوخة.
  - انخفاض ضغط الدّم.
- عادةً، البروتينات هي كبيرة جدًّا للمرور من خلال الكلى، ومع ذلك، فهي قادرة على المرور من خلال الكبيبات التّالفة. هذا لا يسبب أعراض حتى يحدث تلف الكلى بشكل ممتدّ،[18] وبعد ذلك الأعراض ستشمل:
  - الرغوة في البول أو فقاعات في البول.
  - تورّم في اليدين أو القدمين أو البطن أو الوجه.
- وتشمل أعراض أخرى:
  - فقدان الشهية، طعم سيئ في الفم.
  - صعوبة النّوم (الأرق).
  - الجلد داكن.
  - البروتين الزائد في الدّم.
  - مع جرعات عالية من البنسلين، الناس الذين يعانون من الفشل الكلوي قد يواجهون نوبة.[19]

## الأسباب المؤدية لحدوث فشل كلوي

### إصابة الكلى الحادّة
تحدث إصابة الكلى الحادّة (سُمِّي قديمًا بالفشل الكلويّ الحادّ) عادةً عندما ينقطع الدّم فجأةً أو تُرهَق الكلية بالسّموم. أسباب الإصابة الكلويّة الحادّة، هي: الحوادث، والإصابات، ومضاعفات العمليّات الجراحيّة، والتي تُحرَم فيها الكلى من الإمداد الطّبيعيّ من الدّم لفترات طويلة. ومثال على ذلك: جراحة فتح مجرى جانبيّ للقلب.
ومن الأسباب الأخرى التي قد تُسبِّب أيضًا بداية إصابة الكلى الحادّة: الجرعات الزائدة من الأدوية، سواء كان عرضيًّا أو من المواد الكيميائية الزائدة من الأدوية مثل المضادّات الحيويّة أو العلاج الكيميائيّ. بعكس مرض الكلى المزمن، ومع ذلك، يمكن للكلى في كثير من الأحيان التعافي من إصابة الكلى الحادة، مما يسمح للمريض استعادة حياة طبيعيّة. الناس الذين يعانون من إصابة الكلى الحادة يلزمهم العلاج الدّاعم حتى تستعيد الكلى وظيفتها، وغالبًا ما يبقون في خطر متزايد في الإصابة بالفشل الكلويّ في المستقبل.
متلازمة الهرس هي أحد الأسباب العرضيّة للفشل الكلويّ، عندما يتم إطلاق كميات كبيرة من السّموم فجأة في الدّورة الدّمويّة بعد شفاء طرف طويل مضغوط فجأةً من الضّغط الذي كان يعيق تدفّق الدّم من خلال أنسجته، مما يُتسبِّب نقص التروية. يمكن أن يؤدّي التّحميل المفرط النّاتج إلى انسداد وتدمير الكلى. هو إصابة إعادة التّروية وتظهر بعد إزالة ضغط الهرس. ويعتقد أنَّ الآلية هي إطلاق منتجات العضلات المحطَّمة - ميوغلوبين، والبوتاسيوم، والفسفور - في مجرى الدّم التي هي منتجات انحلال الربيدات (يلحق نقص التّروية الضّرر بالعضلات الهيكليّة). لم يتمّ فهم الإجراء المحدّد على الكلى تمامًا، ولكن قد يعود إلى نواتج الأيض الكلويّة السّامّة للميوغلوبين.

### مرض الكلى المزمن
مرض الكلى المزمن له أسباب عديدة. الأسباب الأكثر شيوعًا هي داء السّكّريّ، وارتفاع ضغط الدّم طويل الأمد غير المتحكَّم به. مرض الكلى متعدد الكيسات هو سبب آخر معروف لمرض الكلى المزمن. معظم النّاس الذين يعانون من مرض الكلى متعدِّد الكيسات لديهم تاريخ عائليّ للمرض. الأمراض الوراثيّة الأخرى تؤثّر على وظائف الكلى.
يُسبِّب الإفراط في استخدام الأدوية الشّائعة مثل إيبوبروفين، وأسيتامينوفين (باراسيتامول) مرض الكلى المزمن.
بعض عوامل الأمراض المعدية، مثل فيروس هانتا، يمكن أن يهاجم الكلى، مما يُسبِّب الفشل الكلويّ.

### الاستعداد الوراثيّ
تمّ اقتراح جين صَميم البروتين الشَّحمِيّ ل1 (APOL1) بصفته يشكِّل موضع خطر جينيّ رئيسيّ لمجموعة من الأفراد ذي الأصول الأفريقيّة للإصابة بالفشل الكلويّ غير المصابين بالسّكّريّ، وهذه تشمل اعتلال الكلية المرتبط بفيروس نقص المناعة البشريّة (HIV)، الأشكال أحاديّة الجين الأوليّة لكبيبات الكلى تَصلُّب الكبيبات البؤريّ، وارتفاع ضغط الدّم المرتبط بأمراض الكلى المزمنة والتي لا تنتسب إلى مُسبِّبات أخرى. وقد تَبيَّن أنّ اثنين من المتغيرات في غرب أفريقيا في جين صَميم البروتين الشَّحمِيّ ل1 (APOL1) يرتبطان بمرض الكلى في الأمريكيين من أصل أفريقيّ والأمريكيين من أصل اسبانيّ.

### أسباب تتعلق بالكلية نفسها
- إصابة الكلية وعدم قدرتها على تنقية الدّم وترشيحه والتّخلُّص من المواد السامّة.
- الالتهابات التي تحدث للكلية كخراج الكلى، وضمور الكلى، وسل الكلى.
- هبوط الكلية عن وضعها الطبيعي .[27]

### البلهارسيا
وهي كثير ما تصيب الإنسان وخاصه بالريف وتؤدي مضاعفات في الكلية.

### مرض الأكياس في الكليتين
هو وجود أكياس متعددة في الكليتين ويتسبب ذلك في كبر حجم الكلية.

## مراحل القصور الكلوي
مراحل القصور الكلوي المزمن هي خمس ويتم احتسابها باستخدام معدل الترشيح الكبيبي للمريض.
المرحلة الأولى: تخفّ وظائف الكلى مع أعراض قليلة.
المرحلتين الثانية والثالثة: تزداد الحاجة للعناية لتخفيف ومعالجة اختلال الوظيفي الكلوي.
المرحلتين الرابعة والخامسة: يحتاج المريض عادةً إلى علاج وفي المرحلة الخامسة يعتبر المرض شديد ويتطلّب غسيل الكلى أو زرع الكلى إذا أمكن.

## نهج التّشخيص

### قياس مرض الكلى المزمن

#### مراحل فشل الكلية
يتمّ قياس مراحل فشل الكلية في خمس مراحل، ويتمّ حسابها باستخدام معدل التّرشيح الكبيبيّ. المرحلة الأولى: تضعف وظائف الكلية قليلاً مع أعراض واضحة قليلة. المرحلة الثّانية والثّالثة: تحتاج إلى زيادة مستويات الرّعاية الدّاعمة من مقدّمي الخدمات الطبّيّة لإبطاء وعلاج الاختلال الوظيفيّ للكلى. المرضى في المراحل الرّابعة والخامسة عادةّ ما تتطلّب إعداد المريض نحو العلاج الفعّال من أجل البقاء على قيد الحياة. المرحلة الخامسة تعتبر مرضًا شديدًا وتتطلب نوعًا من العلاج بالإعاضة الكلويّة (غسيل الكلى) أو زراعة الكلى إن كان ذلك ممكنًا.

#### معدّل التّرشيح الكبيبيّ
يختلف معدّل التّرشيح الكبيبيّ الطّبيعيّ وفقًا لعوامل كثيرة؛ بما في ذلك الجنس، والعمر، وحجم الجسم، والعِرْق. يُعِدُّ احترافيّوا الكلى معدّلَ التّرشيح الكبيبيّ أفضلَ مؤشر شامل لوظيفة الكلى. تُقدِّم مؤسسة الكلى الوطنيّة وسيلة سهلة لاستخدام آلة حاسبة لحساب معدّل التّرشيح الكبيبيّ على الإنترنت  لأيّ شخص مهتمّ في معرفة معدّل التّرشيح الكبيبيّ. (ستحتاج إلى مستوى كرياتينين في مصل الدّم، وهو اختبار بسيط للدّم، لاستخدام الآلة الحاسبة).

### استخدام مصطلح يوريمية
قبل التَّقدُّم في الطبِّ الحديث، وغالبًا ما يُشار إلى الفشل الكلويّ باسم التَّسمُّم اليوريميّ. كانت اليوريمية هي مصطلح لتلوُّث الدّم مع البول. وهو وجود كمية مفرطة من يوريا في الدّم. بدءًا من عام 1847، شمل ذلك انخفاض كمّيّة البول النّاتجة، والذي كان يُظَنُّ أنّه بسبب خلط البول مع الدّم بدلاً من أن يتمّ إخراجه خلال مجرى البول [بحاجة إلى مصدر]. يُستخدَم مصطلح يوريمية الآن للمرض المُصاحِب للفشل الكلويّ.
- يتم تشخيص مرض الفشل الكلوي من الفحوصات السريرية السابق ذكرها مع بعض الفحوصات المخبرية مثل ارتفاع نسبة البولينا urea والكرياتينين creatinine في الدم كما أن تصفية الكرياتينين من البلازما ينخفض مستواها إلى 30 مليلترا من أصل 120 مليلترا.
- ويكون التشحيص عادة على شكل:
- فحوصات دم: يمكن من خلال فحوصات الدم الوقوف على مستوى مواد الفضلات مثل اليوريا (Urea) والكرياتينين (Creatinine) بالإضافة لدرجة الكالسيوم، وفوسفور البوتاسيوم، والصوديوم والمزيد. هذه المؤشرات تعكس مستوى اداء الكلية.
- فحص بول: وجود مواد معينة مثل البروتينات تؤدي للشك بتضرر اداء الكلى والعكس صحيح، أيضًا، حيث يمكن لتركيز منخفض جدًّا للفضلات أن يدل على حدوث إصابة.
- فحوصات التصوير: في بعض الحالات نرغب بمشاهدة مبنى الكلية وما إذا حدثت إصابة ميكانيكية أو ورم، ولذلك نقوم بإجراء فحص تصوير فائق الصوت (Ultrasound) أو التصوير المقطعي المحوسب (CT).
- خزعة (Biopsy): يتم إدخال إبرة وتوجيهها بواسطة جهاز تصوير فائق الصوت، وأخذ قطعة صغيرة من نسيج الكلية. يمكن فحص هذا النسيج بالمختبر وتشخيص مرض الكلية.
- ويحتاج الطبيب إلى تشخيص مرض الفشل الكلوي ودرجة شدته (عن طريق أخذ عينة من كلية المريض لفحصها) وذلك ليقرر ما إذا كان المريض وصل إلى مرحلة متقدمة وهل يحتاج إلى عملية غسيل الكلى أو إلى عملية زرع كلية أم لا. غسيل الكلى يتم عادة أسبوعيًّا في مصحة متخصصة.[32]

## العلاج
لمزيد من المعلومات، راجع المقال الرئيسي عن زرع الكلى
علاج الفشل الكلوي المزمن يتضمن الحمية الغذائية، والأدوية، وغسيل الكلى أو زرع الكلى، وضبط ضغط الدم، ومتابعته بالقياس،
أهم ما في الحمية الغذائية لمريض الفشل الكلوي هو خفض كمية البروتينات (الموجودة في البيض والبقوليات واللحوم التي يتناولها وعلى الأخص اللحم الأحمر والأعضاء الداخلية للبقر وغيرها مثل الكرشة والفشة والكلاوي)، والتعويض عنها بالسكريات والنشويات أو الدهون مع الاهتمام بأكل الخضروات؛ وكذلك خفض كمية ملح الطعام والبوتاسيوم (الموجودة في المكسرات والموز والبرتقال والمندرين والجريب فروت).
يعطى المريض الأدوية التالية: فيتامين د vitamine D خصوصًا النوع النشط 1و25 ألفاكالسيدول لتعويض نقصه ولزيادة امتصاص الكالسيوم من الأمعاء. وكذلك شراب هيدروكسيد الألمونيوم Aluminium hydroxide وذلك لمنع امتصاص الفوسفات الذي تكون نسبته عالية عند مرضى الفشل الكلوي وإن كان حاليًّا غير مفضل نظرًا لسمية الالمونيوم عند مرضى القصور الكلوي خاصة المزمن، بالإضافة لحقن الإريثروبيوتين Erythrobiotin لعلاج فقر الدم نظرًا لنقص إنتاجه من الكلية المريضة.
غسيل الكلى (الإنفاذ) أو (الديلزة Dialysis) وهي عبارة عن عملية تنقية الدم من الموادّ السامّة بمعاملته مع محلول سائل الإنفاذ dialysating fluid (يشبه تركيبه تركيب البلازما). وهناك نوعان من الغسيل الكلوي: الإنفاذ البريتوني (الخلبي) Peritoneal dialysis والذي يستخدم به الغشاء البريتوني (الموجود في جوف البطن كغطاء لجدار البطن والأحشاء) كفاصل بين سائل الإنفاذ والدم وتتم الطريقة كالآتي: يغرز في أسفل البطن (تحت السرة وفوق العانة) قسطره خاصة canula بعد التخدير الموضعيّ، ثمّ يتمّ تسريب سائل الإنفاذ من خلالها (لتر واحد أو لترين) إلى جوف البطن ويترك لبضع ساعات (4-5 ساعات) ونتيجة لفرق التركيز بين سائل الإنفاذ والدم تنفذ المواد السامة إلى السائل من خلال الشعيرات الدموية الموجودة في جوف البطن (في غشاء البيرتون) ومن ثم يصرف السائل إلى الخارج وتتكرر هذه العملية عدة مرات في اليوم مع الأخذ بعين الاعتبار وجوب توقف العملية أثناء نوم المريض.
تمتاز هذه الطريقة بسهولتها وقلة تكلفتها وعدم حاجتها إلى الآلات المعقدة، فالمريض لا يحتاج إلى الحمية الغذائية ولا إلى التنويم في المستشفى حيث يمكن بالتدريب أن يقوم بالعملية بنفسه في البيت. وكذلك ببعدها عن المضاعفات التقليدية للديلزة الدموية كانخفاض الضغط أو مشاكل تجلُّط الدم المختلفة خلال الجلسات لكن قد يعيبها (مما يجعلها غير منتشرة إلا في أوروبا وأمريكا) هي إمكانية حدوث التهاب بريتونيّ للمريض إذ أنها تحتاج إلى درجة عالية من التعقيم وتدريب المرضى عليها.
الاستصفاء الدموي (غسيل الكلى) أو الديلزة الدموية haemodialysis تتم هذه الطريق بإخراج دم المريض من جسمه وتمريره عبر مرشح (فلتر) الذي يقوم بتنقيته ثم يتم إعادته إلى جسم المريض. وجهاز الإنفاذ يحتوي على غشاء رقيق يسمى المنفاذ dialyser الذي يفصل بين الدم وسائل الإنفاذ، كما يحتوي على غشاء نصف منفذ Semipermeable والذي يسمح بمرور مواد معينة من الدم إلى سائل الإنفاذ.
كما أن الجهاز يحتوي على مضخة لضخ الدم في جهاز الإنفاذ ومن ثم إعادته إلى المريض، ويحتوي أيضًا على مصيدة الفقاعات الموجودة في الدم التي يمكن أن تسبب مضاعفات خطيرة للمريض إذا ما عادت إلى الدورة الدموية. كما يحتوي على عدة أجهزة إنذار للتنبيه إذا ما حدث خطأ ما في دائرة الإنفاذ.
ومن ميزات هذه الطريقة كفاؤتها العالية في التخلص من السموم المتراكمة في الجسم. ومن عيوبها تكلفتها العالية ووجوب عملها في المستشفي مرتين إلى ثلاث مرات أسبوعيًّا، في كل مرة يبقى المريض دون حراك لفترة ما بين 4-5 ساعات كما أن المريض يشعر بضعف جسدي وجنسي، كما أن هذه الطريقة تعتبر العامل الرئيسي في نقل الفيروس المسبب لالتهاب الكبد الوبائي (ب) B و (ج) C.

### النّظام الغذائيّ
الغذاء الكامل، والنّظام الغذائيّ القائم على النبات قد يساعد بعض الناس الذين يعانون من أمراض الكلى. ويبدو أنّ اتباع نظام غذائي عالي البروتين من مصادر حيوانية أو نباتية له آثار سلبيّة على وظائف الكلى على الأقل في المدى القصير.
الغذاء الذي يحوي كمية قليلة من البروتين له آثار وقائيّة لتطوّر الفشل الكلويّ المزمن عند الغير المصابين بالسكري والمصابين بالسكري من النوع 1. بينما هذا الأثر ليس للمصابين بالسكري من النوع 2. قد يساعد الغذاء النباتيّ بعض الناس المصابين بالفشل الكلويّ المزمن. أما الغذاء الذي يحوي نسبة عالية من البروتين الحيوانيّ أو النباتيّ له آثار سلبيّة على وظيفة الكلية على الأقل على المدى القصير.

## المضاعفات
الأشخاص الذين يعانون من فشل كلوي في مراحلِه النهائية و الذين يخضعون لغسيل كلوي لديهم مخاطر أعلى للإصابة بنزيف داخل البطن بنسبة (21.2٪)مقارنة بالأشخاص غير المصابين، ومعرضون لخطر نقص التروية المساريقي غير الانسدادي بنسبة (18.1٪). في الوقت نفسه ، فإن أولئك الذين يخضعون لغسيل الكلى الصفاقي لديهم فرصة أكبر لتطوير التهاب الصفاق وانثقاب الجهاز الهضمي .